# Fonética y fonología del español rioplatense
En el ámbito lingüístico y cultural de España e Hispanoamérica se encontrarían el español de gran parte de Argentina y de todo Uruguay como modalidades lingüísticas hispanoamericanas, esto es el español rioplatense.

## Factores influyentes
Dentro del territorio argentino existen diferencias lingüísticas debidas a factores socioculturales, demográficos, económicos e históricos. A estas diferencias podrían añadirse la interacción comunicativa y la tradición histórica, factores importantes pero que cada vez van disipándose más con los cambios.
Por otra parte, han influido también diversos factores lingüísticos y extralingüísticos. Uno de ellos es la colonización de todos estos territorios por conquistadores de la Península.

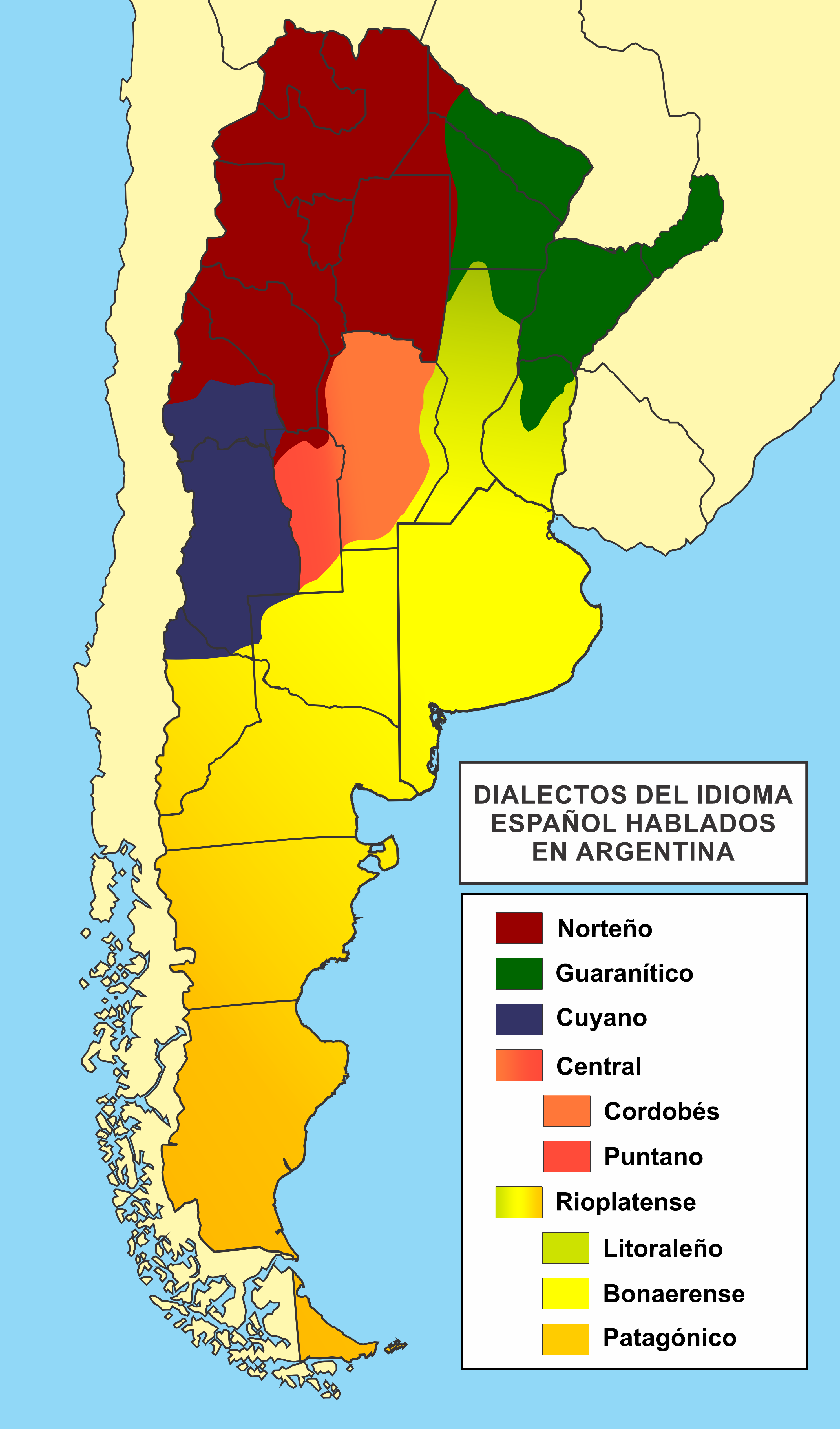

Para la conformación y la diferenciación dialectal han influido también factores como el contacto con las lenguas indígenas y lenguas africanas (especialmente de la rama bantú habladas por esclavos en la época colonial y hasta comienzos del siglo XX), todo lo cual ha producido la diferenciación regional del español en el territorio argentino. A esto hay que añadir el contacto con lenguas habladas por los inmigrantes europeos de fines del siglo XIX y principios del siglo XX.
A pesar de haber diferencias dialectales dentro del ámbito argentino y uruguayo, destaca el dialecto del español rioplatense, que se extiende por un territorio muy amplio de Argentina (aunque existen otras variedades de español en este país) y por todo Uruguay, y por toda la zona de la cuenca del Río de la Plata (delimita los territorios de Argentina y Uruguay). Y por tanto, este dialecto abarca las ciudades más importantes de allí: Buenos Aires, Montevideo y Rosario.

## Diferencias dialectales del español de Argentina
Se muestra un mapa donde aparecen los distintos dialectos del español hablados en Argentina, donde aparecen el norteño o andino, dialecto hablado en el norte de Argentina y norte de Chile y que aparece como una fusión entre los dos dialectos. También el castellano guaranítico (hablado en el noreste de Argentina) el cual está influenciado por el idioma guaraní, que es lengua oficial en la Provincia de Corrientes. El español cuyano que se habla en algunas provincias de Argentina de la región de Cuyo y que tiene pronunciación algo similar a la chilena. A su vez, existe la variante cordobesa. Por último, el español rioplatense que dentro suyo también tiene ligeras subvariantes, según la región donde sea hablado (entiéndase por "región", lugares o poblaciones cercanas entre sí que se diferencian de otras regiones, independientemente de si existe una división geopolítica o no).
No hay legalizado en términos normativos ningún idioma oficial, pero se habla el español por ser el utilizado en la educación y en la administración de la República.

## Características distintivas
- Los sonidos de consonantes oclusivas sonoras /b/ /d/ /g/ tienden a ser débiles, con poca fricción en la boca cuando no están en posición inicial ni después de una nasal. Se caracterizan por ser fricativos. Es un proceso de debilitamiento. A veces, incluso, llegan a eliminarse completamente.
- La aspiración de la “s”, tanto antes del sonido vocal como antes de sonido consonante, solo se encuentra en posición final  de sílaba y final de palabra. Se suele aspirar la 's' como 'h' y producir  un sonido más glotal al final de sílaba. Como si /s/ estuviera aspirada como [h], en lugar de pronunciarse como [s]. No todos hablan así con la aspiración de la 's' en posición final de sílaba. El habla depende mucho de varias características sociológicas como, por ejemplo, el género/sexo, el nivel de educación, el nivel socioeconómico, la región de la gente, etc. Las personas con mayor formación educativa tienden a aspirar menos.

En el español rioplatense, la aspiración de /s/ preconsonántica es la norma (Terrell 1978), mientras que el debilitamiento en final de palabra ante vocal o pausa parece estar estigmatizado (Fontanella 1973; Barrios 2002).
- Con palabras que contienen "y"  o "ll", en Argentina existen dos variaciones de pronunciación. Esta particularidad del español rioplatense es lo que los lingüistas llaman yeísmo rehilado, es decir que, al hablar, no se diferencia entre el sonido de la ye y elle ("yeísmo") y que se articula con una fricción ("rehilado"), pero tienen un mismo alófono: [ʝ]. Pronunciación de la elle como ye. Es lo mismo que popularmente se cataloga como "sheísmo", que es la pronunciación de /ʝ/ como [ʃ].
- Típico del norte de Argentina, y fuera de la variante rioplatense propiamente dicha, en vez de una vibrante simple /r/ en posición inicial de palabra, con la vibrante múltiple se produce una fricativa, casi susurrada. Producen la 'r' asibilada con el ápice de la lengua. Entonces, los dialectos con vibrante simple y vibrante múltiple asibiladas difieren de las hablas en que dichos sonidos no se asibilan, no solo en la presencia de ese fenómeno a nivel fonético sino también en el hecho de que la variante más tensa, la asibilada, puede aparecer en posición prenuclear posconsonántica, mientras que en los dialectos que no asibilan, aparece siempre la variante menos tensa, es decir, la vibrante simple.
- El español de Argentina es seseísta. Los hablantes seseantes tienen en sus representaciones subyacentes /s/ donde los hablantes no seseantes tienen /θ/. Es decir, pronuncian la 'z' y la 'c' ante 'e', 'i' como [s]. A causa del contacto interdental, un hablante seseante puede estar consciente de la existencia del contraste y utilizar /θ/ incluso en algunas palabras.
- Los argentinos usan otra versión de segunda persona singular que tiene su propia conjugación. En vez de tú, usan vos. Es parecido a la forma de vosotros. Es lo que se conoce como voseo. Por ejemplo:

Tú eres → Vos sos
Tú tienes → Vos tenés
Tú dices → Vos decís
Tú vienes  → Vos venís
Este fenómeno tiene sus orígenes en los años de la conquista y primeros de la colonización. En las regiones voseantes se perdieron las formas correspondientes a vos: "os" y el posesivo "vuestro".
- La eliminación de las vocales en los diptongos produce una entonación mucho más pronunciada y rítmica.

- Otra particularidad es el queísmo, en el cual se produce la eliminación de la preposición “de” antes de la conjunción “que”. Es algo muy común entre los hablantes de la zona en el habla coloquial, aunque esto implique un uso inadecuado del lenguaje. También esto se utiliza en otras zonas de Hispanoamérica, y en España.[3]